# Линзи, Эндрю
Эндрю Линзи (англ. Andrew Linzey; род. 2 февраля 1952 года) — британский англиканский священник, доктор теологии, автор книг о правах животных, которые он обосновывает с теологических (христианских) позиций. Видная фигура христианского вегетарианского движения. Оксфордский профессор. В Оксфорде Линзи создал en:Oxford Centre for Animal Ethics, где проводятся дискуссии об этике применительно к животным.

## Взгляды
Линзи не считает, в отличие от многих христианских авторитетов, что мир вместе с животными дан человеку во владение. Животные, по его мнению, не могут быть собственностью. Он поддерживает идею создания реестра лиц, жестоко обращавшихся с животными, с целью запретить им владеть таковыми или работать с ними в будущем.

## Награды и почётные звания
В 1990 получил медаль Peaceable Kingdom Medal.
С июня 2001 имеет звание DD (Doctor of Divinity — примерный перевод «доктор божественности»).

## Работы

### Собственные
- Animal Rights: A Christian Perspective (London: SCM Press, 1976)
- Christianity and the Rights of Animals (London: SPCK and New York: Crossroad, 1987 and 1989)
- Animal Theology (London: SCM Press and Chicago: University of Illinois Press, 1994 and 1996)
- with Dan Cohn-Sherbok. After Noah: Animals and the Liberation of Theology (London: Mowbray, now Continuum, 1997)
- Animal Gospel: The Christian Defense of Animals (Hodder & Stoughton Religious, 1998), ISBN 0-340-62150-8
- Animal Gospel: Christian Faith as If Animals Mattered (London: Hodder and Stougton, and Louisville, Kentucky: Westminster/John Knox Press, 1999 and 2000)
- Animal Rites: Liturgies of Animal Care (London: SCM Press and Cleveland: Ohio: The Pilgrim Press, 1999 and 2001)
- Creatures of the Same God: Explorations in Animal Theology (New York: Lantern Books, 2009). ISBN 978-1-59056-142-3
- Why Animal Suffering Matters: Philosophy, Theology, and Practical Ethics (Oxford University Press, 2009). ISBN 978-0-19-537977-8

### Под редакцией
- Animals and Christianity: A Book of Readings (Лондон: SPCK and New York: Crossroad, 1989 and 1990)
- Political Theory and Animal Rights (Лондон: Pluto Press, 1990)
- The Animal World Encyclopaedia (Kingsley Media, 2005)
- Fundamentalism and Tolerance (Canterbury Papers) Bellew Publishing, 1991, ISBN 0-947792-74-0
- Dictionary of Ethics, Theology and Society (Routledge, 1995)
- Animals on the Agenda: Questions about Animals for Theology and Ethics (Лондон: SCM Press and Chicago: University of Illinois Press, 1998 and 1999)
- Gays and the Future of Anglicanism: Responses to the Windsor Report (O Books, 2005) ISBN 1-905047-38-X
- Animal Rights: A Historical Anthology (Columbia University Press, 2005) ISBN 0-231-13420-7
- The Global Guide to Animal Protection (University of Illinois Press, 2013), ISBN 978-0252079191